# Лумбуши
Лу́мбуши (карел. Lumbuši) — деревня в составе Пиндушского городского поселения Медвежьегорского района Республики Карелия Российской Федерации.

## Общие сведения
Располагается вблизи северного побережья Онежского озера.
Вблизи деревни, на реке Кумса, купцами Г. Гагариным и П. Андреевым в 1794 году был построен крупный лесопильный завод. Действовал до 1919 года.
Постановлением Олонецкой губернской административной комиссии от 11 ноября 1921 г. был образован Лумбушский районный сельский совет с прямым подчинением исполкому Повенецкого уездного совета.
В 1930-х годах у жителей Медвежьегорского района был популярным местом отдыха лумбушанский водопад.
11 февраля 1938 года по необоснованному обвинению в контрреволюционной деятельности, решением Особой тройки НКВД Карельской АССР, был расстрелян священник Лумбушской церкви Алексей Васильевич Ведерников (1879—1938).

## Население
| 2002 | 2009 | 2010 | 2013 |
| ---- | ---- | ---- | ---- |
| 456  | ↘314 | ↗377 | ↘368 |

## Улицы
- ул. Брюхово
- ул. Верховье
- пер. Заречный
- ул. Ивана Фаддеева
- ул. Красильниково
- ул. Новая
- ул. Полевая
- ул. Совхозная
- ул. Центральная